# Viceministerio de Promoción del Empleo y Capacitación Laboral del Perú
El Viceministerio de Promoción del Empleo y Capacitación Laboral del Perú es un Despacho Viceministerial dependiente del Ministerio de Trabajo y Promoción del Empleo. Tiene a su cargo asuntos de promoción del empleo, que incluyen, entre otros, política de promoción del empleo; intermediación laboral; formación profesional y capacitación para el trabajo; información laboral y del mercado de trabajo; reconversión laboral, normalización y certificación de competencias laborales y autoempleo.

## Funciones
- Formular, coordinar, ejecutar y supervisar, en coordinación con el(la) Ministro(a), la política de desarrollo sectorial en materia de promoción del empleo y capacitación laboral, según corresponda, de conformidad con la política general del gobierno
- Expedir resoluciones viceministeriales sobre asuntos materia de su competencia;
- Dirigir, coordinar y supervisar el funcionamiento de las actividades del Sector Promoción del Empleo, y de los programas y proyectos adscritos al sector
- Aprobar y suscribir, de acuerdo a la normatividad legal vigente, convenios, en el ámbito de su competencia
- Resolver, en la instancia que le corresponda, los procedimientos administrativos de su competencia
- Las demás que el/la Ministro(a) le delegue en el ámbito de su competencia

## Estructura
- Dirección General de Promoción del Empleo
- Dirección General del Servicio Nacional del Empleo
- Dirección General de Normalización, Formalización para el Empleo y Certificación de Competencias Laborales[1]

## Lista de viceministros

### Viceministros de Promoción Social
- Francisco Codina Giralt (1982-1983)
- Alberto Felipe La Hoz Salmón (1983-1985)
- Oscar Rubio Betancourt (1985-1986)
- Domingo Treneman Gonzáles (1986-1989)
- Rolando Basurto Acevedo (1990)
- José Manuel Rabines Ripalda (1990-1992)
- Pedro Ángel de las Casas Cravero (1992-1994)
- Álvaro Salcedo Campodónico (1995)
- Gustavo Yamada Fukusaki (1996-1998)
- Miguel Jaramillo Baanante (1998-1999)
- Fernando García Granara (1999)
- Roberto Servat Pereira de Souza (1999-2000)
- Mario Arróspide Medina (2000-2001)

### Viceministros de Promoción del Empleo y de la Micro y Pequeña Empresa
- Carmen Vildoso Chirinos (2001-2003)
- Alejandro Gustavo Jiménez Morales (2003-2004)
- Julio Gamero Requena (2004-2005)
- Carlos Espinoza Alegría (2005)
- Walter Francisco Gago Rodríguez (2005-2006)
- Javier Barreda Jara (2006-2008)
- Ana Teresa Revilla Vergara (2008)

### Viceministros de Promoción del Empleo y Capacitación Laboral
- Javier Barreda Jara (2008-2011)
- Edgar Auberto Quispe Remón (2011-2014)
- Daniel Maurate Romero (2014-2015)
- Jaime Luis Obreros Charún (2016-2018)[2]
- Carlos Hernández Mendocilla (2018)
- David Fernando Cuadros Luque (2018)[3]
- Javier Eduardo Palacios Gallegos (2018-2020)[4]
- Jeanette Noborikawa Nonogawa (2020-2021)
- Pedro Castilla Torres (2021)
- José Fernando Reyes Llanos (2021)
- Camilo Dante León Castro (2021 - 2022)
- José Fernando Reyes Llanos (2022)
- Adolfo Emilio Vizcarra Kusien (2022)